# Tazona
Tazona es una localidad española perteneciente al municipio de Socovos, en la provincia de Albacete, dentro de la comunidad autónoma de Castilla-La Mancha.

## Demografía
La localidad contaba con 385 habitantes en 2017 según los datos oficiales del Instituto Nacional de Estadística. Los población de este núcleo junto con Los Olmos y Cañada Buendía asciende a 600 habitantes, siendo Tazona la segunda localidad más poblada del municipio de Socovos.
| 2000 | 2005 | 2010 | 2015 | 2016 | 2017 |
| ---- | ---- | ---- | ---- | ---- | ---- |
| 766  | 705  | 693  | 624  | 612  | 600  |

## Geografía y situación
Tazona se encuentra a una altitud de 702 m s. n. m.
Está situada aproximadamente a 500 metros de Los Olmos donde se encuentra la iglesia de la zona, y a pocos kilómetros de Cañada Buendía.
Dista 8 km de Socovos, 112 km de la ciudad de Albacete y 96 km de la ciudad de Murcia.

## Lugares que visitar
Tazona es un pueblo enclavado en la Sierra del Segura (Albacete). El pueblo se encuentra en una meseta, y en sus inmediaciones presenta fuertes desniveles.
La Sierra de la Muela, situada a apenas unos kilómetros del pueblo, es un paraje único por su bosque espeso y su variedad de flora y fauna. El pico de La Muela es el pico más alto de la zona y presenta una altitud de 1.402 metros desde el cual se puede disfrutar de unas magníficas vistas de diferentes pueblos de las sierras de Albacete y Murcia.
También se encuentra cerca el embalse del Cenajo, siendo este el embalse más grande de la Cuenca hidrográfica del Segura.
En la Cañada Buendía se halla un mirador, desde el que se puede disfrutar de una agradables vistas.

## Historia
Estudios a partir de los rasgos lingüísticos de la zona, demuestran que hubo una ocupación morisca en el siglo VIII d. C.

## Fiestas y actividades culturales
Las fiestas patronales son en honor de la Virgen de los Dolores (del 21 al 28 o del 22 al 29 de agosto), celebradas conjuntamente con las pedanías de Los Olmos y Cañada Buendía.
También se celebra el Carnaval, la Semana Santa y las Luminarias de Santa Lucía (el 13 de diciembre).

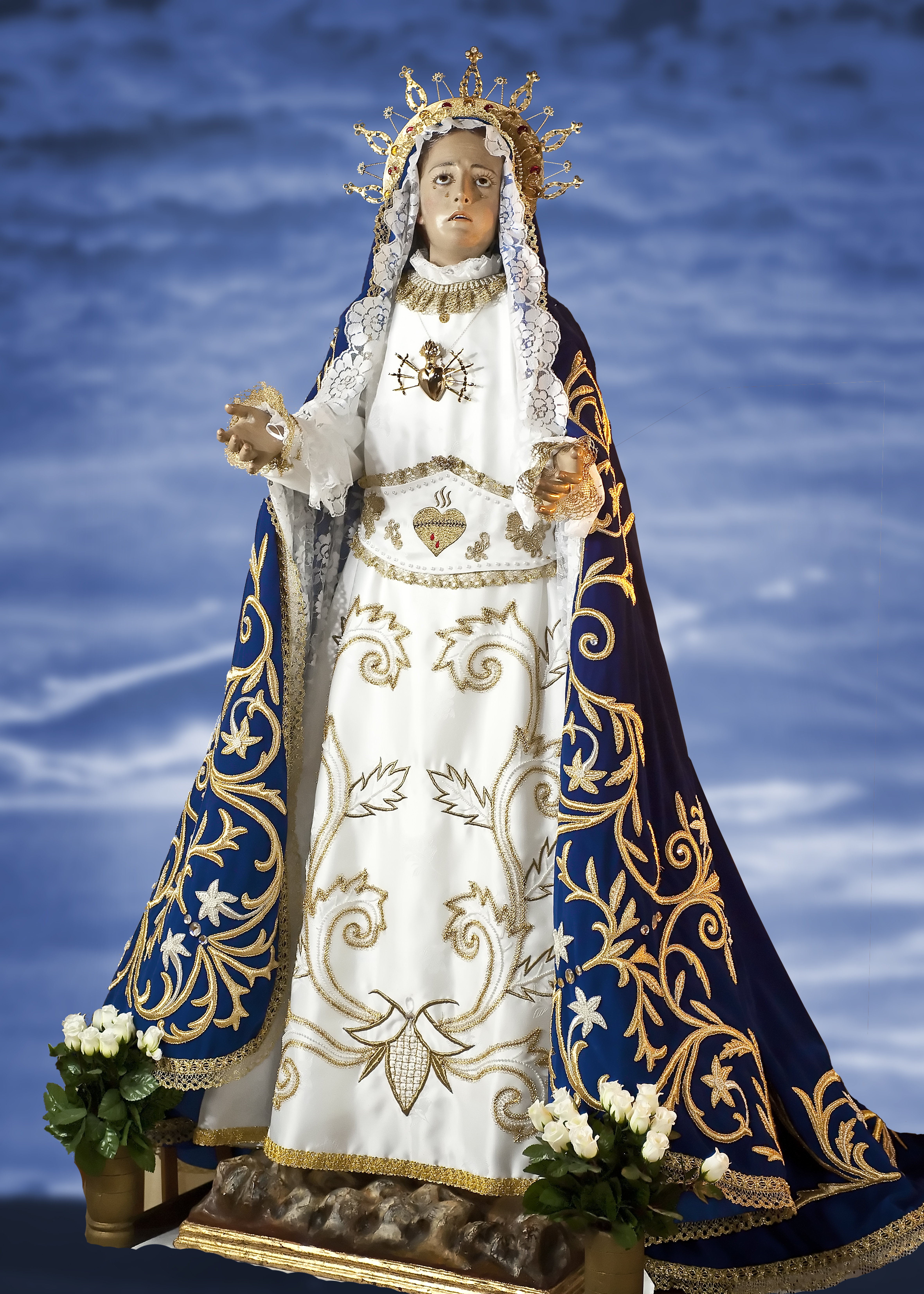
Virgen De Los Dolores
Patrona de Tazona, Los Olmos y Cañada Bunedia